# Francisco Sá
Francisco Pedro Manuel Sá (Las Lomitas, 1945. október 25. –) válogatott argentin labdarúgó, hátvéd, edző.

## Pályafutása

### Klubcsapatban
1965–66-ban a Central Goya, 1968-ban a Huracán Corrientes, 1969–70-ben a River Plate, 1971 és 1975 között az Independiente, 1976 és 1981 között a Boca Juniors labdarúgója volt. 1981–82-ben a Gimnasia de Jujuy együttesében fejezte be az aktív labdarúgást. Az Independiente csapatával egy argentin bajnokságot és négy Copa Libertadorest, a Bocával két-két bajnoki címet és Copa Libertadorest nyert.

### A válogatottban
1973–74-ben 12 alkalommal szerepelt az argentin válogatottban. Részt vett az 1974-es NSZK-beli világbajnokságon.

### Edzőként
Az Argentinos Juniors csapatánál kezdte edzői pályafutását. 1995-ben a hondurasi Olimpia, 1996-ban a Boca Juniors, 1997-ben a bolíviai Oriente Petrolero, 1998-ban ismét az Olimpia, 2010-ben az Independiente vezetőedzője volt.

## Sikerei, díjai
Independiente
- Argentin bajnokság
  - bajnok: 1971
- Copa Libertadores
  - győztes (4): 1972, 1973, 1974, 1975
- Interkontinentális kupa
  - győztes: 1973
- Copa Interamericana
  - győztes (3): 1972, 1973, 1974

 Boca Juniors
- Argentin bajnokság
  - bajnok (2): 1976, 1981
- Copa Libertadores
  - győztes (2): 1977, 1978
- Interkontinentális kupa
  - győztes: 1977